# Адміністративний устрій Жовківського району
Адміністративний устрій Жовківського району — адміністративно-територіальний устрій Жовківського району Львівської області на 3 міські ради, 2 селищну раду та 40 сільських рад, які об'єднують 165 населених пунктів і підпорядковані Жовківській районній раді. Адміністративний центр — місто Жовква, яке є містом обласного значення та не входить до складу району.

## Список ОТГ Жовківського району
- Магерівська селищна громада

## Список радЖовківського району
| №  | Назва                           | Центр               | Населені пункти | Площа км² | Місце за площею | Населення (2001), осіб. | Місце за населенням |
| -- | ------------------------------- | ------------------- | --- | --------- | --------------- | ----------------------- | ------------------- |
| 1  | Дублянська міська рада          | м. Дубляни          | м. Дубляни с. Малі Підліски с. Ситихів |           |                 |                         |                     |
| 2  | Жовківська міська рада          | м. Жовква           | м. Жовква |           |                 |                         |                     |
| 3  | Рава-Руська міська рада         | м. Рава-Руська      | м. Рава-Руська |           |                 |                         |                     |
| 4  | Куликівська селищна рада        | смт Куликів         | смт Куликів с. Костеїв с. Мервичі |           |                 |                         |                     |
| 6  | Артасівська сільська рада       | с. Артасів          | с. Артасів с. Могиляни |           |                 |                         |                     |
| 7  | Бишківська сільська рада        | с. Бишків           | с. Бишків с. Боброїди с. Бучми с. Кулиничі с. Лущики с. Миляво с. Пирятин                                                                      |           |                 |                         |                     |
| 8  | Боянецька сільська рада         | с. Боянець          | с. Боянець с. Верини с. Лісове с. Підріка |           |                 |                         |                     |
| 9  | Великодорошівська сільська рада | с. Великий Дорошів  | с. Великий Дорошів с. Малий Дорошів |           |                 |                         |                     |
| 10 | Воле-Висоцька сільська рада     | с. Воля-Висоцька    | с. Воля-Висоцька |           |                 |                         |                     |
| 11 | Волицька сільська рада          | с. Волиця           | с. Волиця |           |                 |                         |                     |
| 12 | Гійченська сільська рада        | с. Гійче            | с. Гійче |           |                 |                         |                     |
| 13 | Глинська сільська рада          | с. Глинськ          | с. Глинськ с. Завади |           |                 |                         |                     |
| 14 | Грибовицька сільська рада       | с. Великі Грибовичі | с. Великі Грибовичі с. Збиранка с. Малі Грибовичі                                                                                              |           |                 |                         |                     |
| 15 | Грядівська сільська рада        | с. Гряда            | с. Гряда с. Воля-Гомулецька |           |                 |                         |                     |
| 16 | Дев'ятирська сільська рада      | с. Дев'ятир         | с. Дев'ятир с. Вільшанка с. Капелюх с. Ковалі с. Лосини с. Сорочі Лози с. Чорнії                                                               |           |                 |                         |                     |
| 17 | Деревнянська сільська рада      | с. Деревня          | с. Деревня |           |                 |                         |                     |
| 18 | Добросинська сільська рада      | с. Добросин         | с. Добросин с. Зарище с. Качмарі с. Пили с. Піддеревенка                                                                                       |           |                 |                         |                     |
| 19 | Забірська сільська рада         | с. Забір'я          | с. Забір'я с. Синьковичі |           |                 |                         |                     |
| 20 | Замківська сільська рада        | с. Замок            | с. Замок с. Монастирок |           |                 |                         |                     |
| 22 | Зашківська сільська рада        | с. Зашків           | с. Зашків с. Завадів с. Зарудці |           |                 |                         |                     |
| 23 | Зіболківська сільська рада      | с. Зіболки          | с. Зіболки с. Блищиводи с. Великі Передримихи с. Гори с. Дернівка с. Малі Передримихи с. Нагірці с. Чистопілля                                 |           |                 |                         |                     |
| 25 | Крехівська сільська рада        | с. Крехів           | с. Крехів с. Козулька с. Крута Долина с. Майдан с. Папірня с. Руда-Крехівська с. Фійна                                                         |           |                 |                         |                     |
| 26 | Кулявська сільська рада         | с. Кулява           | с. Кулява |           |                 |                         |                     |
| 27 | Кунинська сільська рада         | с. Кунин            | с. Кунин с. Бір-Кунинський с. Гринчуки с. Хитрейки с. Цитуля                                                                                   |           |                 |                         |                     |
| 28 | Купичвільська сільська рада     | с. Купичволя        | с. Купичволя |           |                 |                         |                     |
| 29 | Лавриківська сільська рада      | с. Лавриків         | с. Лавриків с. Бабії с. Віхті с. Городжів с. Кіпті с. Мавдрики с. Окопи с. Панчищини                                                           |           |                 |                         |                     |
| 30 | Липницька сільська рада         | с. Липник           | с. Липник с. Голокам'янка с. Дубрівка с. Загір'я с. Йоничі с. Лужки с. Луцики с. Малий с. Помлинів с. Равське с. Старе Село                    |           |                 |                         |                     |
| 31 | Любельська сільська рада        | с. Любеля           | с. Любеля с. Бесіди с. Забрід с. Залози с. Казумин с. Соснина                                                                                  |           |                 |                         |                     |
| 32 | Малехівська сільська рада       | с. Малехів          | с. Малехів |           |                 |                         |                     |
| 33 | Мацошинська сільська рада       | с. Мацошин          | с. Мацошин |           |                 |                         |                     |
| 34 | Мокротинська сільська рада      | с. Мокротин         | с. Мокротин с. Відродження с. Копанка с. Поляни с. Тернів                                                                                      |           |                 |                         |                     |
| 35 | Надичівська сільська рада       | с. Надичі           | с. Надичі с. Віднів с. Гребінці с. Звертів с. Кошелів с. Нове Село с. Стронятин с. Сулимів                                                     |           |                 |                         |                     |
| 36 | Новокам'янська сільська рада    | с. Нова Кам'янка    | с. Нова Кам'янка с. Березина с. Буди с. Думи с. Криве с. Мощана с. Оліярники с. Пільце                                                         |           |                 |                         |                     |
| 37 | Новоскварявська сільська рада   | с. Нова Скварява    | с. Нова Скварява с. Липники |           |                 |                         |                     |
| 40 | Потелицька сільська рада        | с. Потелич          | с. Потелич с. Борове с. Великі Долини с. Гіркани с. Гірки с. Горяни с. Гута Обединська с. Зелена Гута с. Клебани с. Луг с. Малі Долини с. Ниви |           |                 |                         |                     |
| 41 | Річківська сільська рада        | с. Річки            | с. Річки с. Рата с. Шабельня |           |                 |                         |                     |
| 42 | Смереківська сільська рада      | с. Смереків         | с. Смереків с. Перемивки |           |                 |                         |                     |
| 43 | Сопошинська сільська рада       | с. Сопошин          | с. Сопошин |           |                 |                         |                     |
| 44 | Староскварявська сільська рада  | с. Стара Скварява   | с. Стара Скварява |           |                 |                         |                     |
| 45 | Туринківська сільська рада      | с. Туринка          | с. Туринка с. В'язова с. Оплітна с. Руда с. Сарнівка                                                                                           |           |                 |                         |                     |

* Примітки: м. — місто, смт — селище міського типу, с. — село, с-ще — селище